# Vrhi Pregradski
Vrhi Pregradski – wieś w Chorwacji, w żupanii krapińsko-zagorskiej, w mieście Pregrada. W 2011 roku liczyła 395 mieszkańców.